# 昭和通り (長野市)

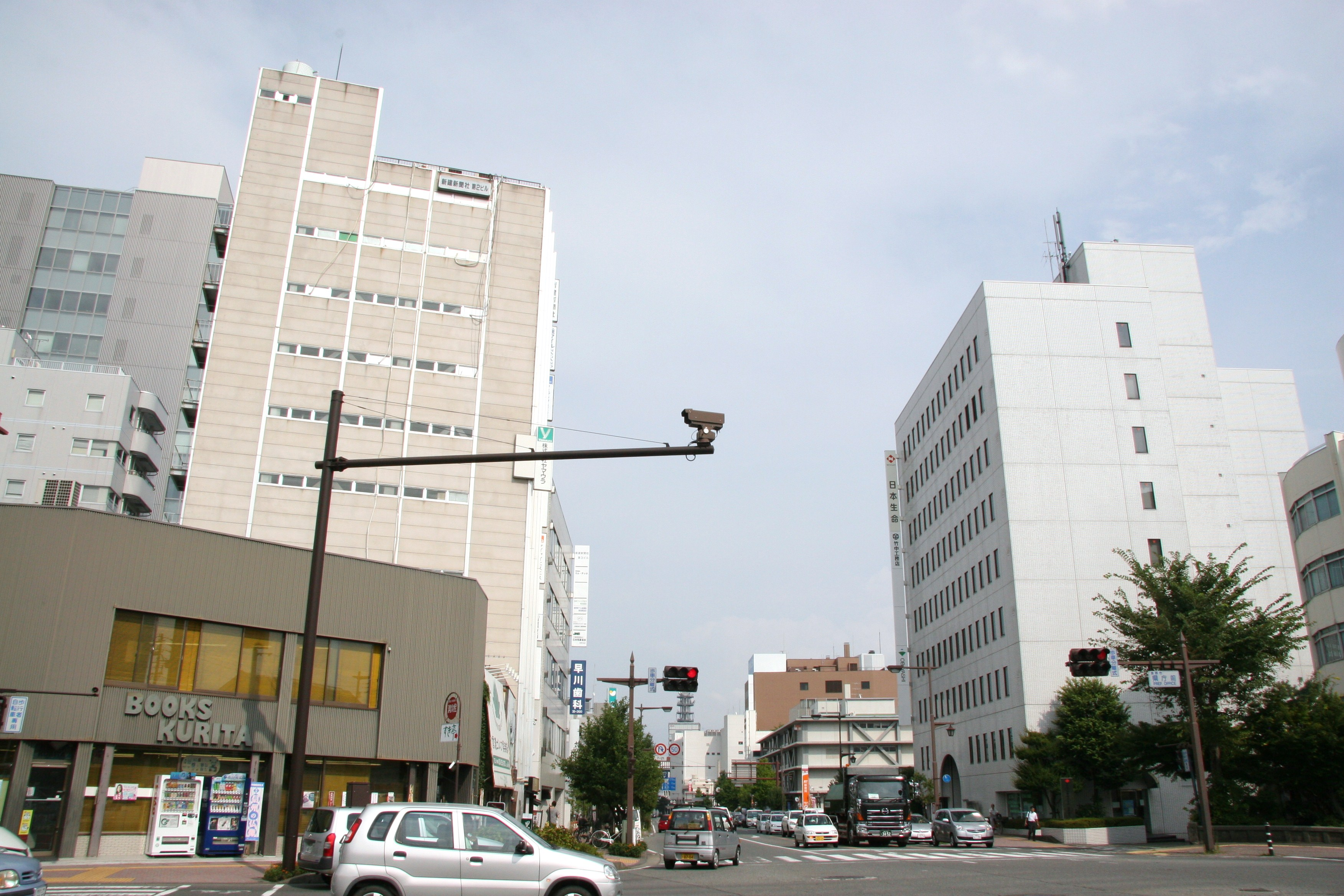
県庁前交差点から西尾張部方面を望む

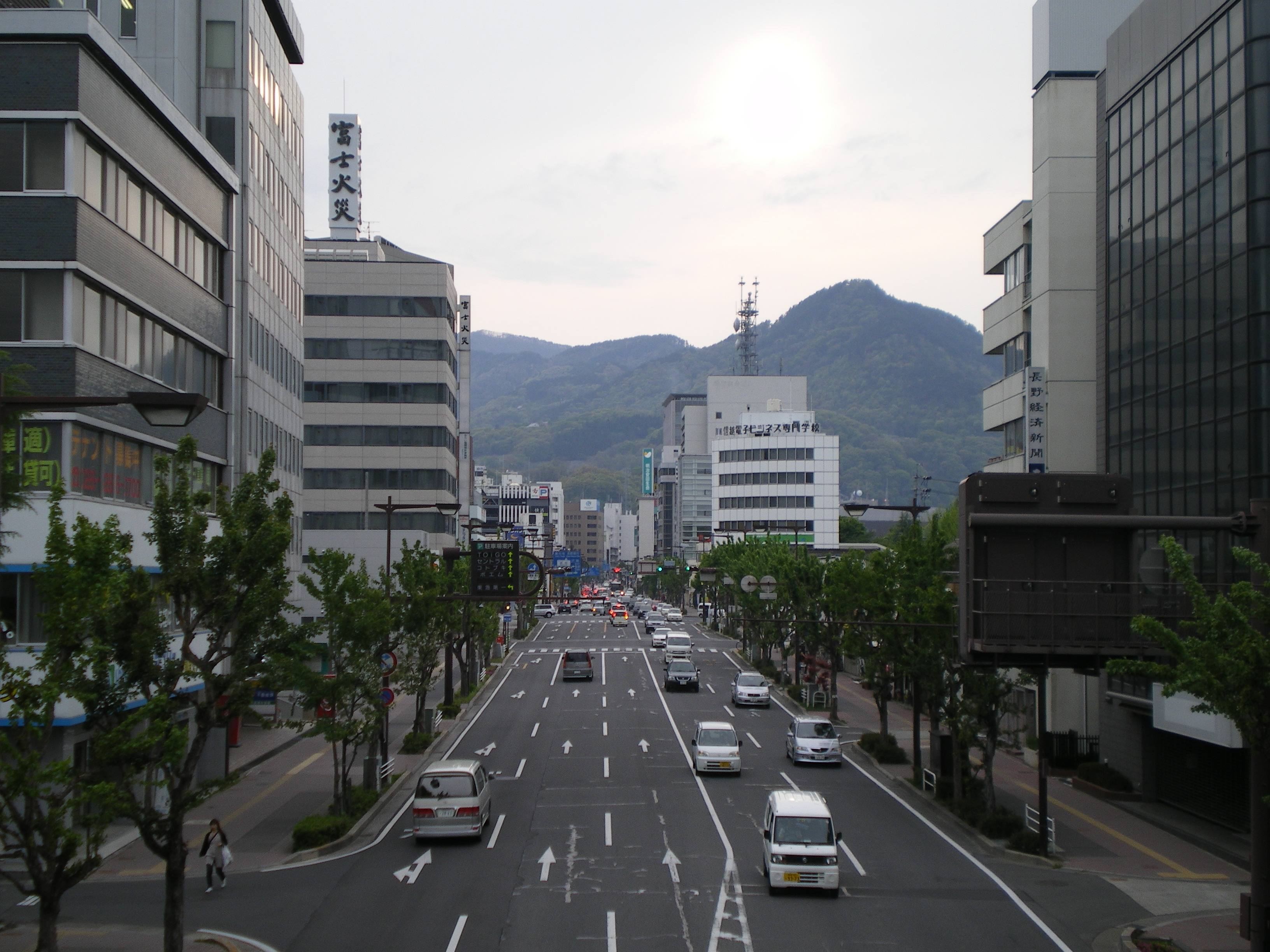
緑町西歩道橋から長野県庁方面を望む

昭和通り（しょうわどおり）は国道19号のうち、長野県長野市の県庁前交差点から西尾張部交差点（国道18号交点）までの区間の通称。長野市街地の中央を東西に横切る。
なお、道路愛称名として実際に道路標識で「昭和通り」と案内されているのは県庁前交差点〜市役所前交差点の区間となっている。市役所前交差点〜西尾張部交差点の区間については、一部の地図や一部の店舗の名称で「昭和通り」とされることもあるが、単に「国道19号」「19号」と呼ばれることが多い。

## 概要
昭和恐慌に伴う失業対策事業として、1935年（昭和10年）に開通した。長野市の交通セル計画におけるセル環状道路の一つであり、長野市街地の交通政策上重要な役割を果たしている。ほぼ全区間にわたって4車線（交差点部除く）あるが、しなの鉄道北しなの線との交差部などはやや狭くなっている。
市役所前交差点以西では、街路樹としてりんごの木が植えられている。
県庁前交差点〜市役所前交差点の区間が駐車監視員活動の重点路線である（長野中央警察署管内）。
沿道は、長野県庁・長野市役所などの重要な施設やオフィスビルが並ぶビジネス街。かつては新田町交差点に長野そごう・ながの丸善（現 ながの東急百貨店）・ダイエー長野店が立地し賑わいを見せたが、繁華街が長野駅方面へ南下したことで次第に衰退し、いずれも移転または撤退した。しかし、現在各店舗の跡地を利用してTOiGOやもんぜんぷら座といった再開発商業施設が開業し、賑わいを取り戻す取り組みが続いている。

## 沿革
- 1913年（大正2年）10月9日 - 前身である大正町通り（妻科〜南県町）が、寿町通り・相生町通り（現在の権堂アーケード通り）とともに開通する。
- 1920年（大正9年） - 旧道路法に基づき、国道10号（現在の国道18号）となる。
- 1935年（昭和10年） 6月22日- 昭和恐慌に伴う失業対策事業として、国道10号の丹波島橋〜大正町通り〜新田町の区間を改修。大正町通りとキクヤ新道（新田町交差点から緑町方面）を接続し、現在の形となる。
- 1952年（昭和27年）12月4日 - 新道路法に基づき、一級国道19号となる。
- 1954年（昭和29年）3月 - 長野県内初の信号機が、新田町交差点に設置される。
- 1971年（昭和46年）1月25日 - 長野県内で初めて新田町交差点をスクランブル交差点化。2年前に熊本市で初めて導入されたばかりであった。
- 2006年（平成18年）9月 - TOiGOの開業に伴い、新田町交差点の東側横断歩道を長野県内最広の幅20mに拡幅。

## 交差・接続する路線
- 県庁前交差点（妻科＝起点）
  - 国道19号・長野県道399号長野豊野線（県庁通り）
- 南県町交差点（南県町）
  - 市道（県町通り）
- 新田町交差点（問御所町）
  - 市道（中央通り）
- 上千歳町交差点（上千歳町）
  - 市道（千歳町通り・上千歳町通り）
- 市役所前駅交差点（上千歳町）
  - 市道（長野大通り）
- 緑町交差点（緑町）
  - 市道（緑町通り）
- 市役所前交差点（緑町＝終点）
  - 市道（早苗町通り）

### 先線区間
一部の地図などを除いて「昭和通り」と呼ばれない区間。
- 消防局前交差点（鶴賀居町）
  - 市道（東通り）
- 古牧小学校西交差点（高田五分一）
  - 市道（高田若槻線）
- 西尾張部交差点（西尾張部）
  - 国道18号（長野バイパス）

## 沿道
- 長野県庁
- 信濃毎日新聞 長野本社
- 長野中央郵便局
- 長野県信用組合 本店
- NTT新田町ビル
  - NTT東日本 長野支店
- もんぜんぷら座 - 旧・ダイエー 長野店
- TOiGO - 旧・長野そごう
  - 信越放送（SBC）
- スマイルホテル長野 - 旧・長野ワシントンホテルプラザ
- 長野市立鍋屋田小学校
- 長野電鉄 市役所前駅
- 長野市役所・長野市芸術館

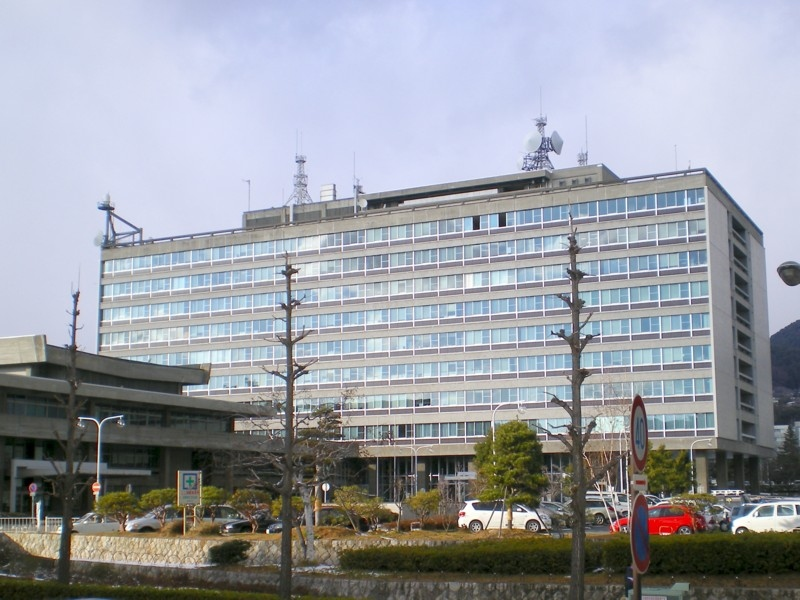
長野県庁（妻科）
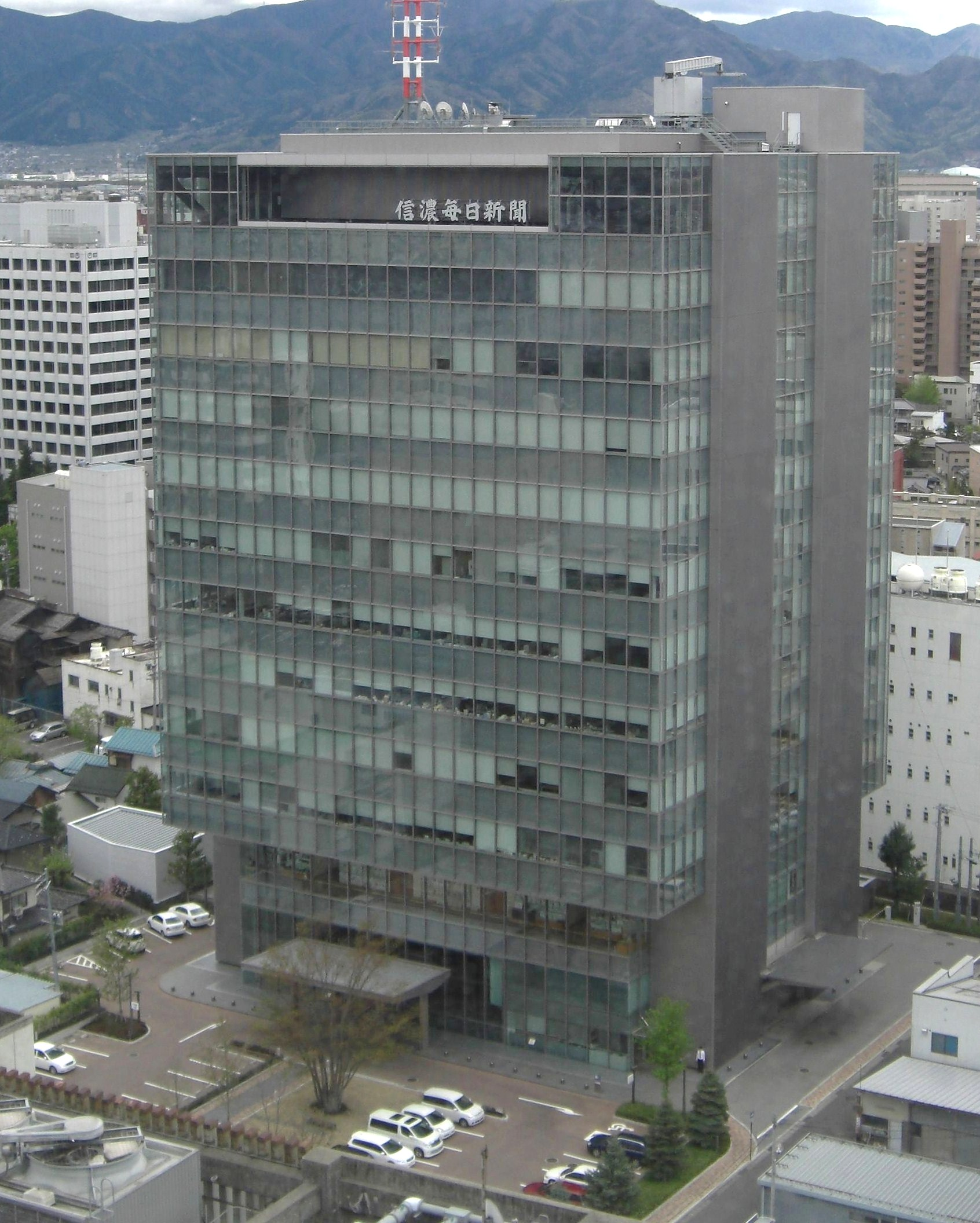
信濃毎日新聞長野本社（南県町）
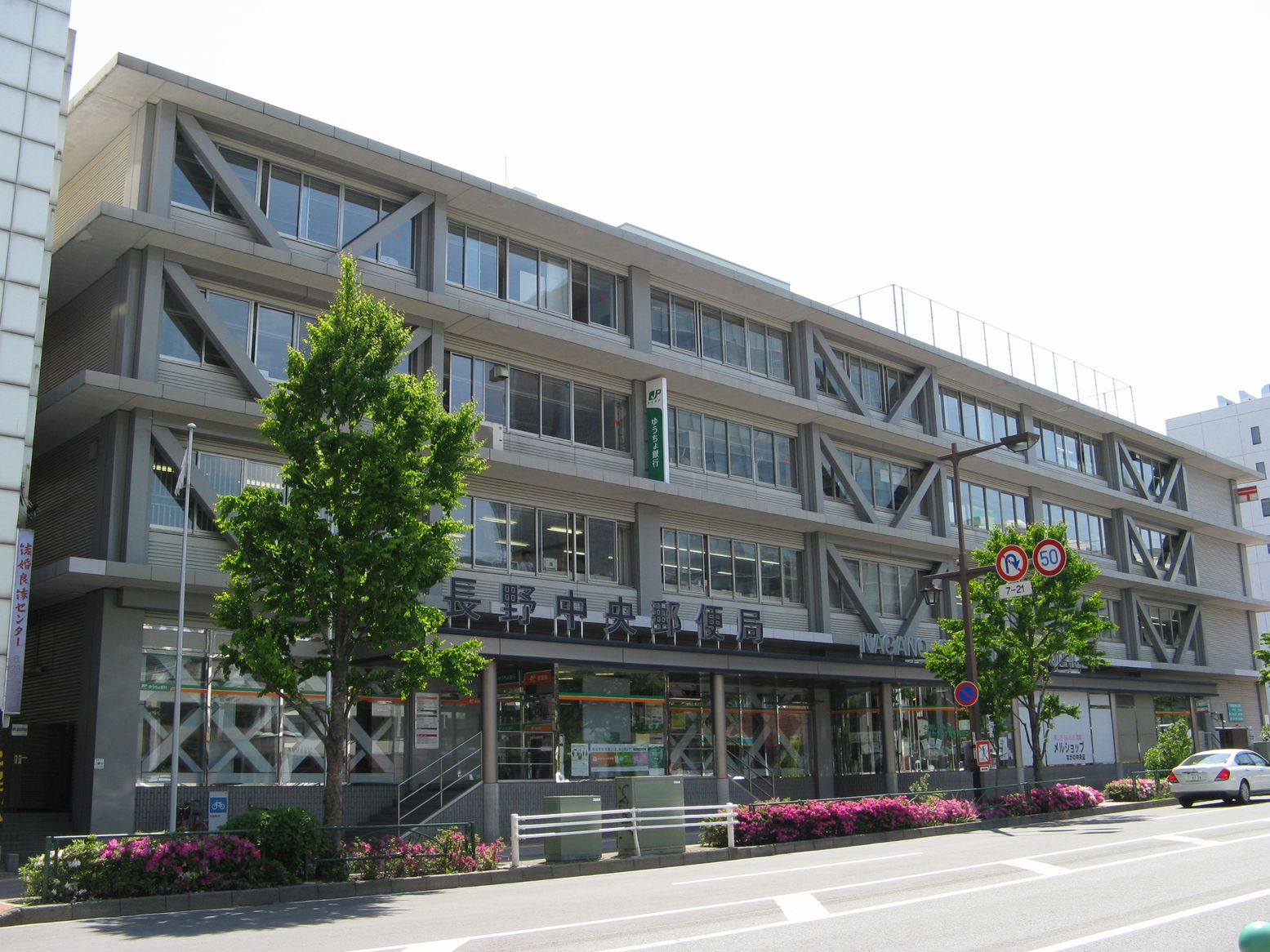
長野中央郵便局（南県町）
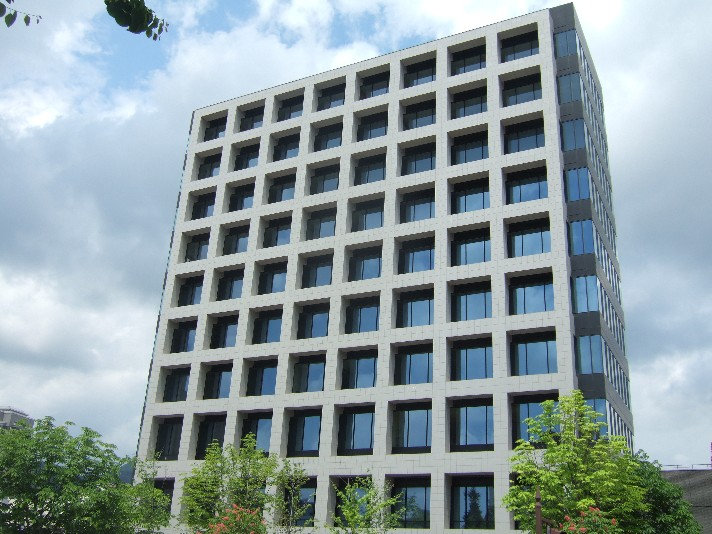
長野県信用組合本店（新田町）
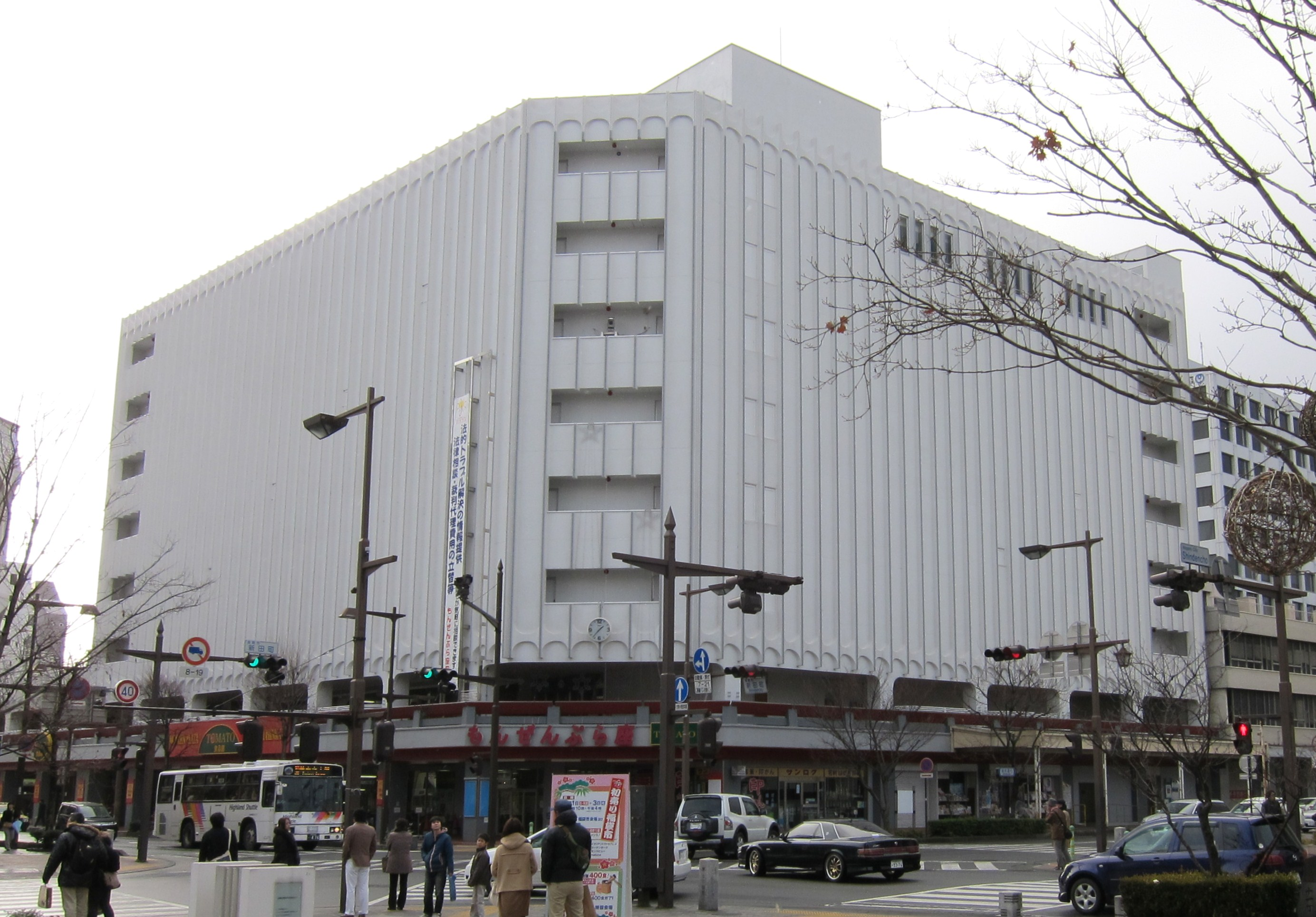
もんぜんぷら座（新田町）
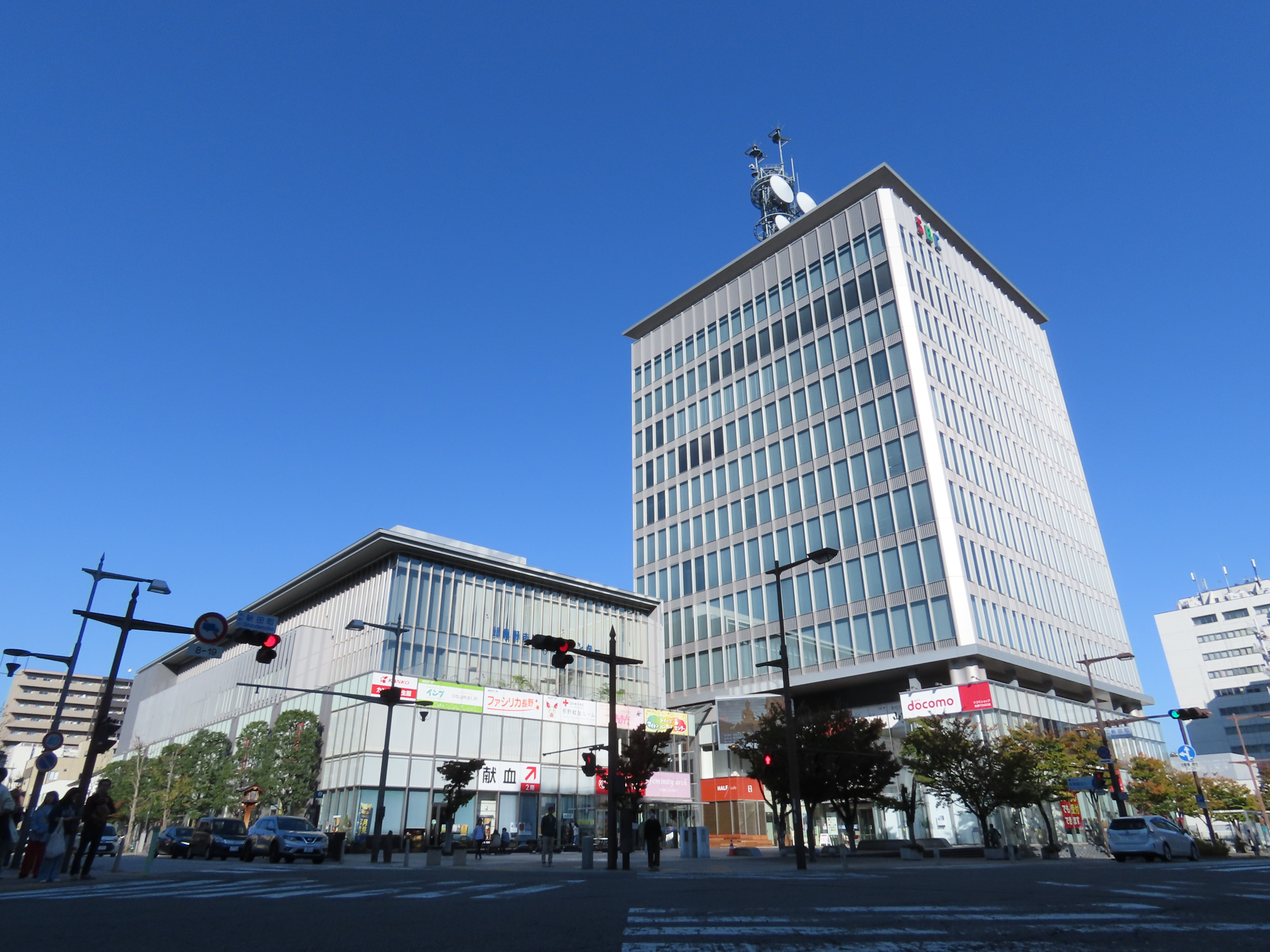
TOiGO（問御所町）
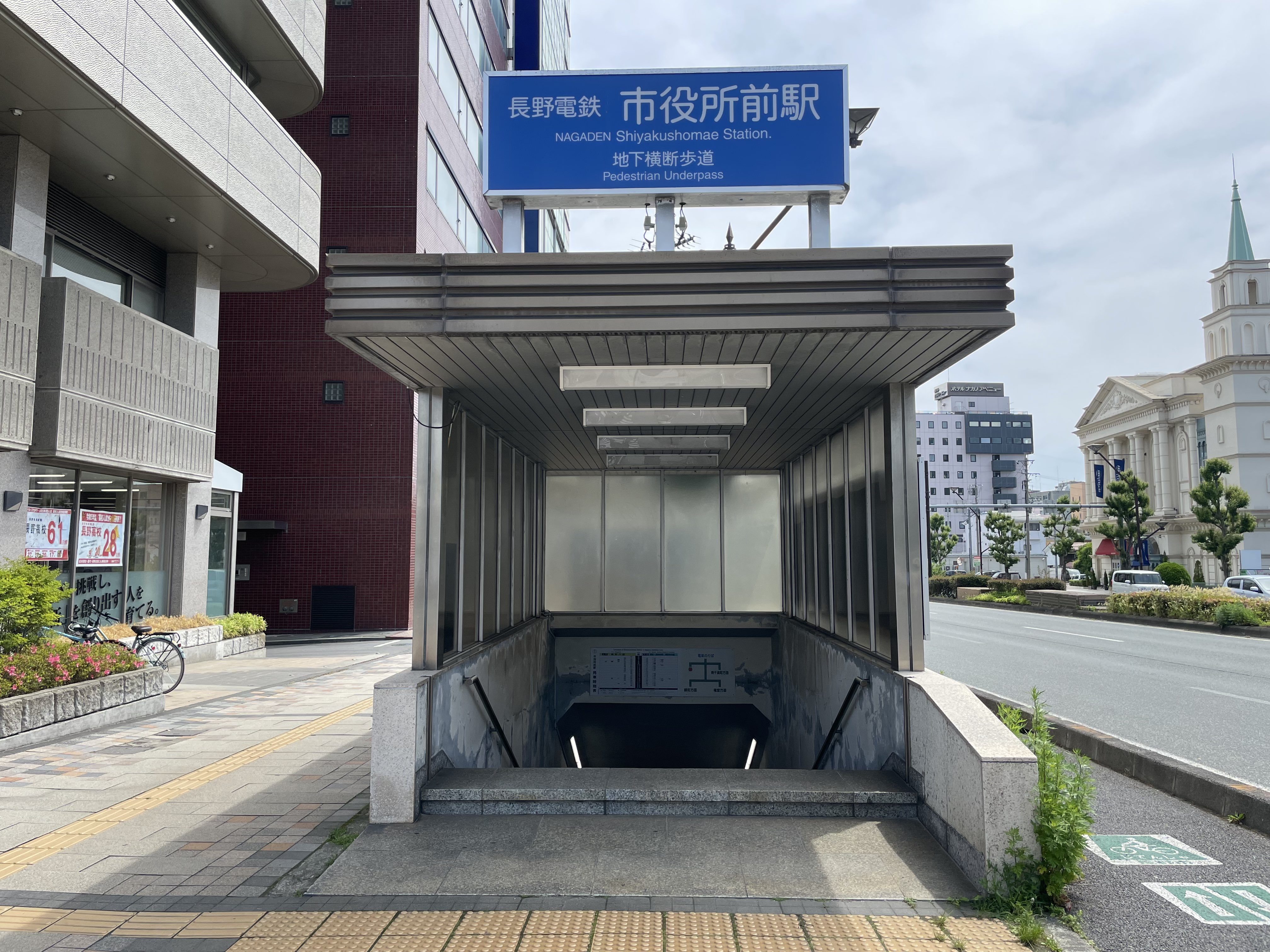
市役所前駅（上千歳町）
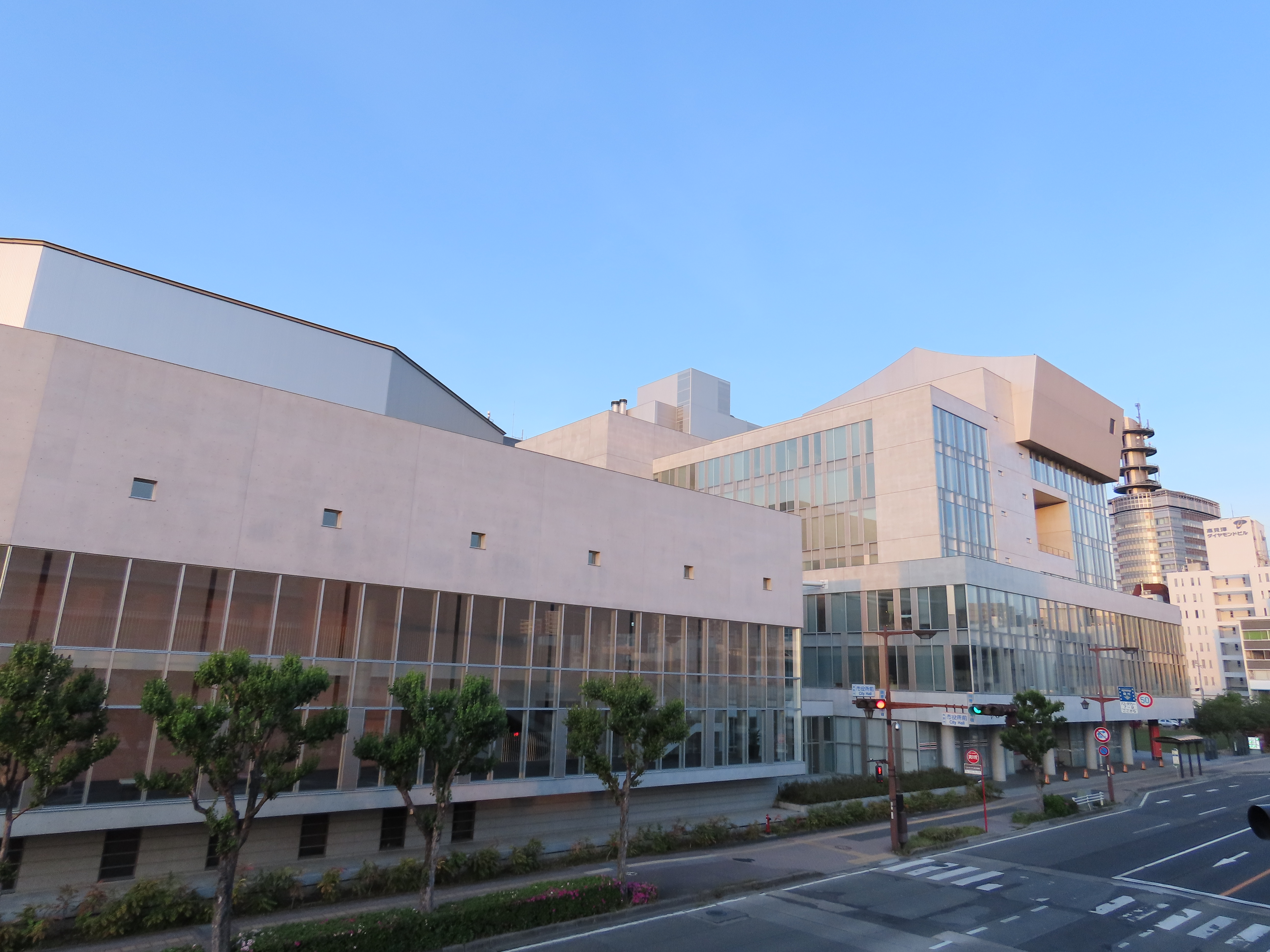
長野市役所・長野市芸術館（緑町）

### 先線区間
一部の地図などを除いて「昭和通り」と呼ばれない区間。
- 長野市消防局 本部
  - 鶴賀消防署
- 長野市立古牧小学校

## 路線バス
全線で路線バスが運行されており、西から県庁前停留所・昭和通り停留所・千歳町停留所・市役所前停留所が置かれている。
現在では昭和通り全線を通して運行する系統はなく、東西どちらからの系統も新田町交差点（昭和通り停留所）で左（右）折し、中央通り長野駅方面へと向かう。
本項では、通りの名前を冠した昭和通り停留所について述べる。

### 昭和通り停留所
新田町交差点を中心に6つののりばを持つ、アルピコ交通（川中島バス）・長電バスの停留所。長野駅から中央通りを進んできた20余の系統が、ここで3方向に分かれる。
のりば1
新田町交差点東側の昭和通り東行（TOiGO SBC前）にある。
- アルピコ交通・長電バス共同運行
  - 46 市役所・大豆島東団地・保科温泉ゆき
- アルピコ交通
※ すべて市役所前経由
  - 45 北屋島ゆき
  - 48 金井山・松代ゆき
  - 102 文化学園前ゆき

- 長電バス
  - 高速バス 新潟ゆき
  - 51 平林・市民病院・柳原ゆき
  - 52 中央警察署・運動公園東ゆき
  - 61 宇木・若槻団地・浅川西条ゆき
  - 62 宇木・東長野病院ゆき
  - 63 宇木・三才駅・市民病院・柳原ゆき
  - 64 檀田・三才駅・市民病院・柳原ゆき
  - 82 屋島・須坂駅ゆき
  - 82B 屋島・綿内駅ゆき

- 長電タクシー
  - ミッドナイトライナー 須坂駅ゆき

のりば2
新田町交差点東側の昭和通り西行（TOiGOパーキング前）にある。
- アルピコ交通（川中島バス）
※ 104を除き、すべて長野駅経由
  - 32 運転免許センター・篠ノ井駅ゆき
  - 33 北原・篠ノ井高田 / 今井駅ゆき
  - 34 三本柳小学校前ゆき
  - 104 県庁前・長野バスターミナルゆき
  - 各系統の長野駅・長野バスターミナルゆき

- 長電バス
  - 高速バス （降車専用）
  - 各系統の長野駅ゆき

のりば3
新田町交差点南側の中央通り北行（もんぜんぷら座南側）にある。
- アルピコ交通（川中島バス）
※ すべて善光寺大門経由
  - 10 善光寺大門ゆき
  - 11 宇木ゆき
  - 16 若槻団地・若槻東条ゆき
  - 17 浅川西条・若槻東条ゆき
  - 70急 ループ橋・戸隠高原ゆき
  - 73 県道・戸隠中社宮前ゆき
  - 74 鬼無里ゆき
  - 75急 奥裾花自然園ゆき
  - 79 川後・滝屋ゆき
  - 各系統の善光寺大門行き

のりば4
新田町交差点西側の昭和通り西行（もんぜんぷら座北側）にある。
- アルピコ交通（川中島バス）
※ すべて県庁前経由
  - 高速バス （降車専用）
  - 30 川中島古戦場・松代ゆき
  - 37 田牧・さいなみ団地ゆき

のりば5
新田町交差点西側の昭和通り東行（長野県信用組合本店前）にある。
- アルピコ交通（川中島バス）
  - 高速バス 松本ゆき
  - 高速バス 飯田ゆき

のりば6
新田町交差点北側の中央通り南行（TOiGO WEST前）にある。
- アルピコ交通（川中島バス）
※ すべて長野駅経由
  - 21 日赤・大塚南 / 松岡ゆき
  - 26 信州新町・大原橋ゆき
  - 27 高府・初引ゆき
  - 各系統の長野駅ゆき